# Крутий Лог (Волгоградська область)
Крутий Лог (рос. Крутой Лог) — хутір у Кіквідзенському районі Волгоградської області Російської Федерації.
Населення становить 209 осіб. Входить до складу муніципального утворення Грішинське сільське поселення.

## Історія
Хутір розташований у межах українського історичного та культурного регіону Жовтий Клин.
Згідно із законом від 10 грудня 2004 року № 967-ОД органом місцевого самоврядування є Грішинське сільське поселення.

## Населення
| 2010 |
| ---- |
| 209  |